# 제1대 매카트니 백작 조지 매카트니

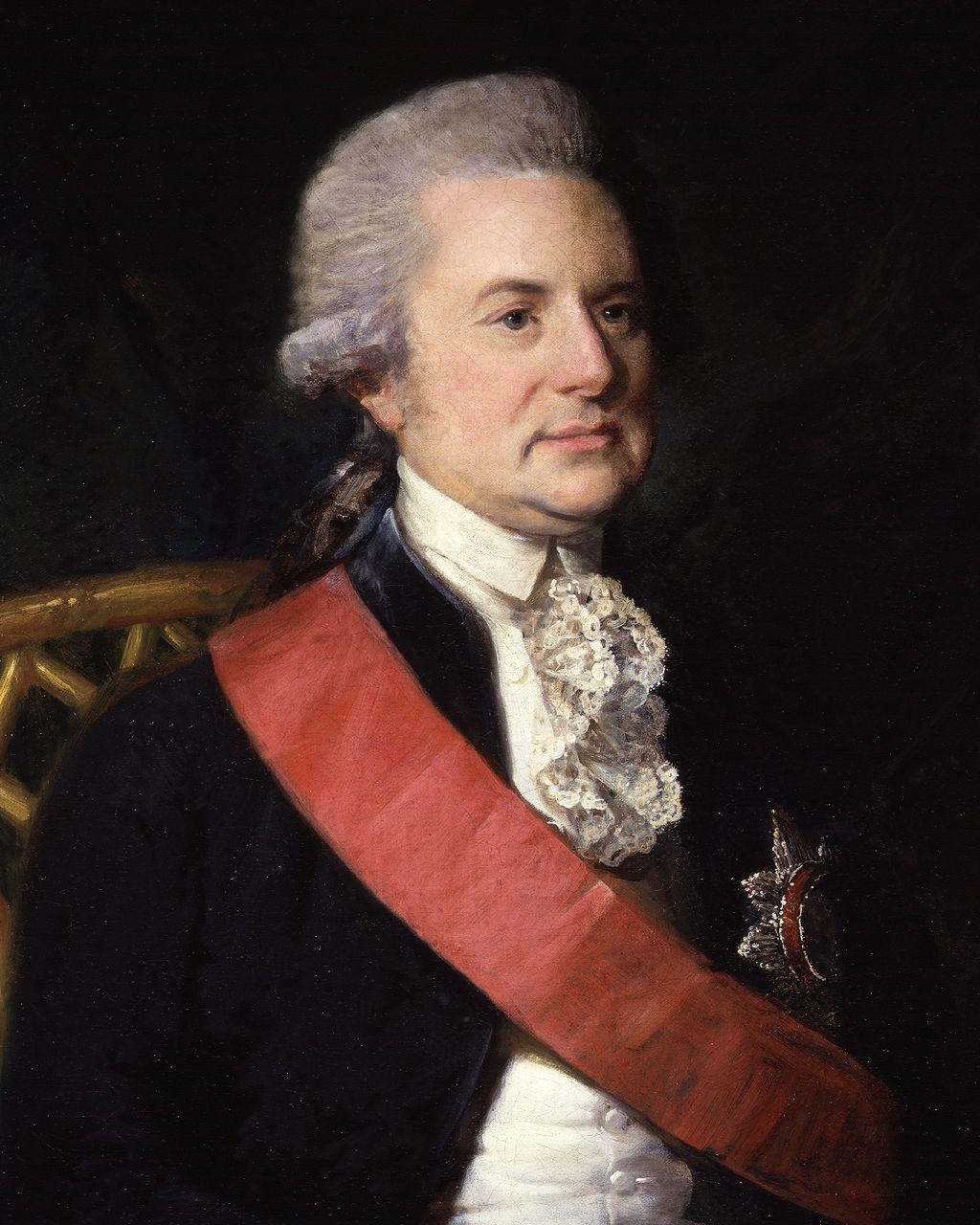
제1대 매카트니 백작 조지 매카트니

제1대 매카트니 백작 조지 매카트니(George Macartney, 1st Earl Macartney, KB, 1737년 5월 14일~1806년 5월 31일)는 영국의 외교관, 정치인이다.

## 생애
스코틀랜드 출신 귀족의 아들로 아일랜드에서 태어나 더블린 트리니티 칼리지에서 학업을 마친 뒤, 외교관으로서 근무를 시작하였다. 1763년에 7년 전쟁의 강화회의에 참가하여, 파리 조약 교섭의 기록을 수행하였다. 1764년에는 러시아의 상트페테르부르크 주재 공사를 맡았다. 그는 귀국하고서 1768년에 아일랜드 의회 의원으로 활약하였고(1776년까지), 1769년에 아일랜드 서기장이 되었고, 사직과 함께 당시 국왕 조지 3세에게 기사 작위를 받고서(1772년) 매카트니 경으로 불리게 되었다. 1775년 매카트니는 영국령 서인도 제도(그레나다) 총독이 되었고, 남작 (아일랜드 귀족) 작위를 받았으며, 그레이트 브리튼 의회 의원이 되어 1781년까지 재직하였다. 그는 1780년 인도로 가 마드라스의 도독이 되어 1785년까지 다스렸다. 그는 임기 마치고서 인도 총독으로 승진할 수 있었으나 거절하고 1786년 영국으로 귀국하였다. 1792년에는 매카트니 백작 (아일랜드 귀족)을 수여받았다.
영국과 청나라 사이 무역은 광주 1개 항으로 제한되었고, 청나라가 쇄국 정책을 펴며 외국과 무역을 강력히 통제하고, 무역 기간이나 물품도 통제하여 유럽 상인들이 별다른 수입을 올리지 못하고 있었다. 이러한 상황을 타개하고자, 1788년 영국은 전권 대사로 카스카트(Cathcart)를 파견하였으나 카스카트가 청나라로 가는 도중 병사하고 만다. 이에 매카트니가 전권대사에 기용되었다.(1791년) 조지 3세의 영국 정부는 특별 사절단을 편성, 건륭제의 82번째 생일을 축하한다는 명분을 내세워 조지 매카트니를 특사로, 제1대 준남작 조지 스톤턴 경을 부사로 명하여 청나라에 파견하였다. 1792년(건륭 57년) 9월 26일, 매카트니 일행은 64문의 대포를 갖춘 HMS 라이언을 타고 스피트헤드에서 출항하였다. 본래 매카트니는 청나라뿐만 아니라 일본까지 가서 쇼군을 만나 일본이 청나라에게 주로 수출하는 상품인 차를 직접 거래할 수 있도록 요청을 하려 하였다. 사절단은 대서양, 인도양을 거쳐 1793년(건륭 58년) 5월에 아오먼(澳門, 마카오)에 도착하고 이를 알리는 서신을 가지고 수행원을 건륭제에게 보내 알현의 허락을 받고 다시 출발하여 그 해 7월에 북경의 항구인 천진에 닻을 내렸다.

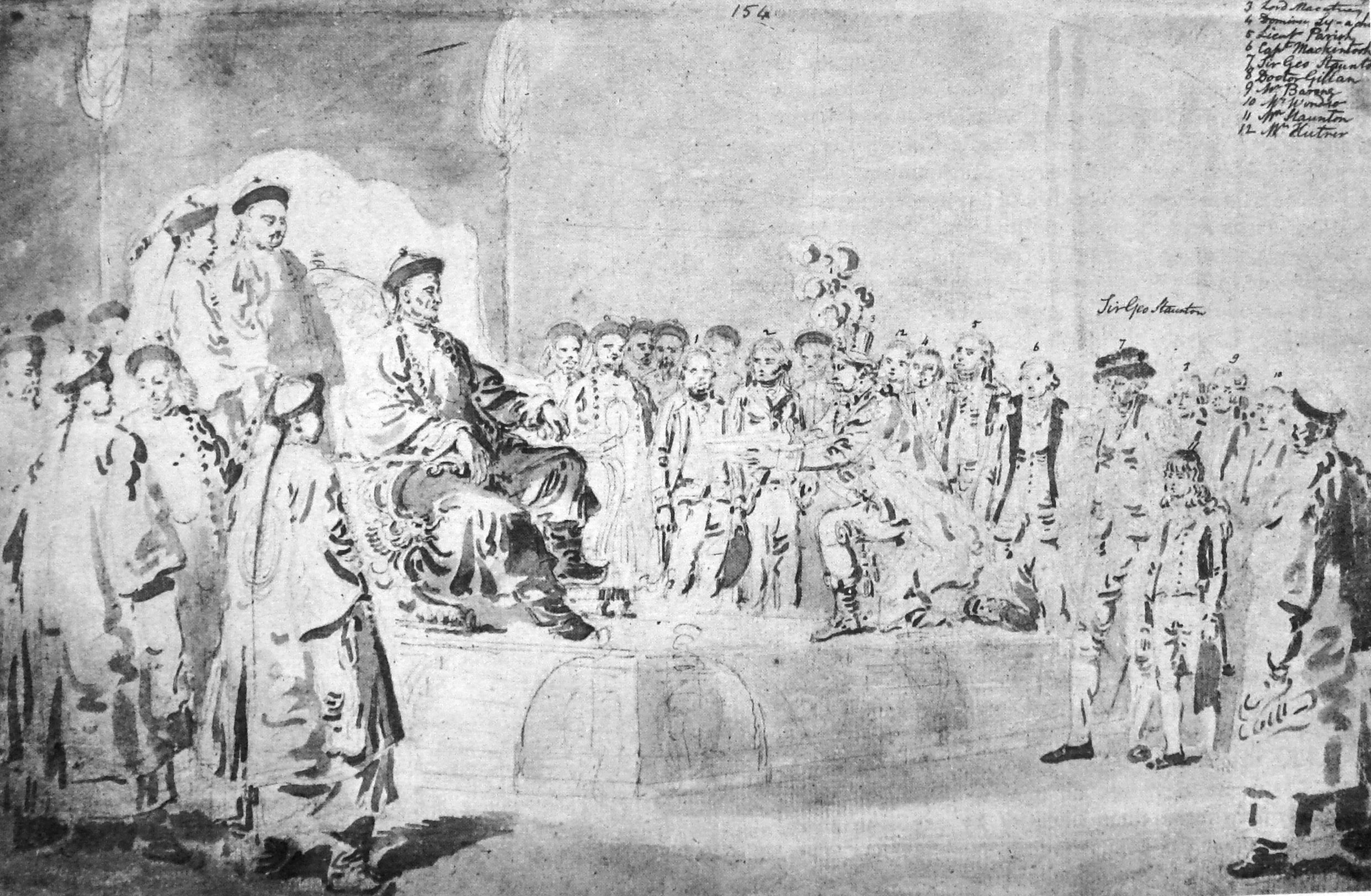
매카트니의 영국 사절단을 접견하는 건륭제

매카트니 일행은 영국에서 온 최초의 사절이었던지라 환영을 받았다. 당시 건륭제는 막 완공된 여름 별장인 열하 피서산장으로 가서 지내고 있었다. 그렇기에 천진으로 온 다음 북경에서 여독을 풀고 다시 만리장성을 넘어 1793년(건륭 58년) 음력 8월에야 피서산장에 도착해 건륭제를 알현하였다. 건륭제는 화신에게 사절단을 대접하는데 소홀하지 않도록 명을 내렸으나 도중 접견의 예의문제로 난항을 빚게 되었다. 화이질서에 기반을 둔 중화세계에 있어서, 주변 제국으로부터 온 외교사절은 "황제의 덕"을 연모하는 조공사절로 인식되었고, 매카트니는 조공사절이 황제를 접견할 때 황제에 대하여 행하는 중국식 의례인 삼궤구고두(三跪九叩頭), 즉 세 번 절하고 아홉 번 머리를 땅에 조아리는 예를 취해 줄 것을 요구받았다. 그러나 매카트니는 자신은 청나라의 속국의 신하가 아니라며 단호히 거절하였고 결국 합의 끝에 건륭제 뒤에 영국 국왕의 초상화를 걸어놓고 한쪽 무릎만을 굽히고 손에 입맞춤하는 영국식 의례를 취하는 것으로 귀결되었다.
건륭제는 탄신 만찬에서 매카트니가 가져온 조지 3세의 친서를 건네 받았는데 거기에는 무역을 늘리고 공사를 상주시키겠다는 요구가 들어 있었다. 그러나 친서에 영국에게 주산 근처의 작은 섬을 할양해 영국인들이 사용하게 해달라는 내용도 쓰여있자 건륭제는 이를 거부하고 영국 사절단의 일체의 행동을 금하였다. 건륭제는 그 다음 달인 9월에 영국 사절단의 귀국을 강제 조처하였다. 영중무역의 전권 대사는 이어서 애머스트 백작이 맡게 된다. 그 후 영국과 청나라의 관계는 악화되어 영국이 아편 전쟁 후 남경 조약을 통해 내정 간섭을 하는 빌미가 되었다. (↔건륭제·영중 관계·조지 3세)
이러한 일로 매카트니의 임무는 실패로 끝났다. 그 후 이탈리아 특사와 케이프 식민지 총독을 역임하는 등 외교 분야에서 활약하다가 1794년에 영국으로 귀국하였다. 1795년에는 그레이트 브리튼 귀족으로서 매카트니 남작에 서임되었다. 1798년 은퇴하고 치즈윅에서 1806년 69세를 일기로 사망하였다.

## 서훈
- 1772년 바스 훈장 나이트 컴패니언(작위급 훈장)
- 1776년 남작작위 서임
- 1792년 백작작위 서임